# ガンマ線

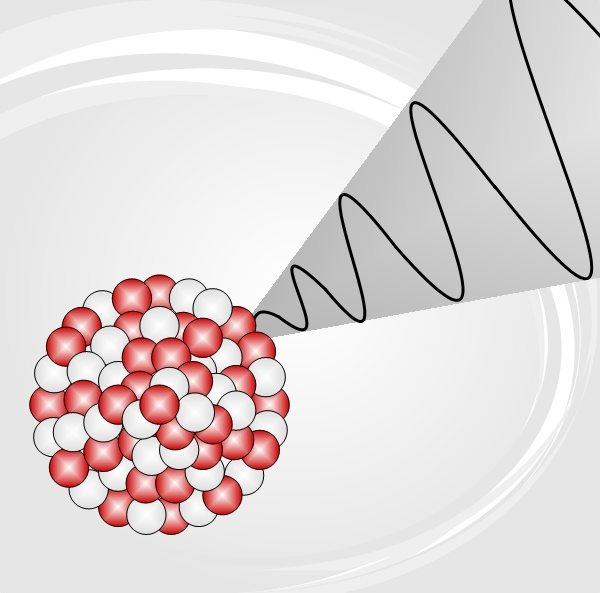
ガンマ線

ガンマ線（ガンマせん、γ線、英: gamma ray）は、放射線の一種。その実体は、波長がおよそ 10 pm よりも短い電磁波である。

## 概要
波長領域（エネルギー領域）の一部がX線と重なっていて、波長による境界線がないため、明確な基準は無いが、10 nmから 1または10 pmまでをX線、これより短い波長（高いエネルギー領域）をガンマ線とすることが多い。
両者の区別は波長範囲ではなく発生機構によっていて、ガンマ線は原子核のエネルギー準位が遷移（不安定状態から、エネルギーを放出して安定）する現象を起源とし、X線は軌道電子の遷移（特性X線）や、自由電子の運動エネルギー（制動X線）を起源とし、スペクトルにおいても制動X線の有無で見分けられる。
1.022 MeV以上のエネルギーを持つガンマ線が消滅するとき、電子と陽電子が対生成されることがある。逆に、電子と陽電子が対消滅する際には、0.511 MeVのガンマ線2本が反対方向に放出される。
ガンマ線は電磁波の中で最もエネルギーが大きい領域に相当する。原理上人工的には造れないが、加速器で高エネルギー電子線から二次的に生成した高エネルギーのX線がガンマ線として扱われる。これまでに得られた電子線は200 GeVに達し、計画されている国際リニアコライダーではTeVに及ぶが、ガンマ線天文学の発展により、宇宙にはこれらを遙かに上回るものが存在すると考えられるようになった。

## 発見
最初に発見されたガンマ線源は「ガンマ崩壊」と呼ばれる放射性崩壊過程であった。この種の崩壊では、励起した核種が生成されると、ほとんど瞬間的にガンマ線を放出する。フランスの化学者かつ物理学者であるポール・ヴィラールは1900年にウランから放出される放射線を研究しているときにガンマ線を発見した。ヴィラールは彼が見出した放射線が、それまでにラジウムから放出される放射線として記述されていたもの （これにはアンリ・ベクレルによって1896年に初めて「放射能」として言及されたベータ線やラザフォードによって1899年に発見されたほとんど透過しない種類の放射線であるアルファ線が含まれる）より強力であることに気づいた。しかしながら、ヴィラールはこれを根本的に異なる種類として名前を付けようとは考えなかった。その後1903年に、アーネスト・ラザフォードがヴィラールの放射線はそれまでに名付けられていた放射線とは根本的に異なるものであると認知し、1899年にラザフォードが区別していたアルファ線とベータ線からの類推でヴィラールの放射線を「ガンマ線」と名付けた。放射性元素によって放出される放射線はギリシア文字を使って様々な物質を透過する力の順に名付けられた（アルファ線が最も透過しにくく、次いでベータ線、そしてガンマ線が最も透過しやすい）。ラザフォードは、ガンマ線がアルファ線やベータ線と異なるもう一つの性質として、磁場によって曲げられない（少なくとも簡単には曲げられない。カー効果・ポッケルス効果・応用例として光磁気ディスクも参照。）ことにも注目した。
ガンマ線は最初はアルファ線やベータ線と同じように質量を持つ粒子と考えられていた。ラザフォードは初めはそれが非常に速いベータ粒子であると信じていたが、磁場で曲げられないことから電荷を持たないことが示された。1914年にガンマ線が水晶の表面で反射されることが観測され、電磁放射線であることが証明された。ラザフォードと彼の同僚であるエドワード・アンドレードはラジウムから出るガンマ線の波長を測定し、ガンマ線はX線に似ているが、より短い波長と（それゆえ）高い周波数を持つことを発見した（※ただし本記事前述の通り、ガンマ線とX線を波長により区別しないこともある）。これによって、ガンマ線はX線より多くの1光子あたりのエネルギーを持っていることが認知された。そしてガンマ崩壊は通常ガンマ光子を放出すると理解された。

## ガンマ線源

### 放射性崩壊
放射性核種が崩壊して質量や陽子・中性子の比率が変わっても、その原子核には過剰なエネルギーが残存している場合がある。このとき、残存しているエネルギーをガンマ線として放出することで原子核は安定に向かう。この現象をガンマ崩壊と呼ぶ。放出するガンマ線のエネルギー領域は核種によって様々である。核種によっては単一領域のガンマ線しか出さないものもあるが、一般的には複数領域のガンマ線を出す。同じ元素でも、同位体によって現象は下の例のように異なる。
- 81Kr この核種は 275.988 keV の1領域のみ放出。
- 88Kr この核種は最低 27.513 keV、最高 keV の88領域を放出。
  - 割合で多い順から3種挙げると、2392.11 keV(34.6 %)、196.301 keV (25.98 %)、2195.842 keV (13.18 %) である。

### 雷雲
理化学研究所によれば、冬期の日本本州・日本海沿岸地域において雷雲の活動に伴い自然放射線が増える現象を調査していたところ、雷雲から10 MeV（10−9 mSv）のガンマ線を40秒間観測し、雷雲が粒子加速器の働きをしていることが分かった。なお、雷雲からのガンマ線量は1回の胸部X線で浴びる放射線量の2億分の1程度と計算されている。雷は光核反応のトリガーになり得る。

### 天体
ガンマ線を放射する天体には超新星残骸、パルサー、活動銀河核等がある。また、発生機構は未解明であるがガンマ線バースト現象を起こす天体も発見されている。

## 他の放射線との比較

ヘリウム4の原子核であるアルファ粒子は一枚の紙すら通過できず、ベータ線の実態である電子では1cmのプラスチック板で十分遮蔽できるが、電磁波であるガンマ線では10cmの鉛板が必要となる。

- アルファ粒子・ベータ粒子と比べると透過能力は高いが、電離作用は弱い。
- ガンマ線の遮蔽には、比重の重い物質（鉛、鉄、コンクリートなど）が使われる。一般によく利用される鉛(11.3 g/cm3)では、10 cmの厚さで約1/100 – 1/1000に減衰される。ガンマ線は飛程が長い上、電荷を持たないので電磁気力を使って方向を変えられないため、ガンマ線からの防護は他の放射線と比較して難しい。

## 利用
一般的なガンマ線源としては、コバルトの放射性同位体であるコバルト60（60Co）が用いられる。これは安定同位体のコバルト59(59Co)を原子炉内で中性子線に晒す事で放射化により生成され、医薬品や医療廃棄物、食品などのガンマ線滅菌、工業的なX線写真（溶接部X線写真）、脳腫瘍除去などのガンマナイフに使われている。

## 健康影響
放射線による影響には、閾値線量以上で発生する確定的影響とそれ以下の線量でも発生する確率的影響がある。
低線量被曝の影響の定量化は難しく、明確になっていない。2003年に米国アメリカ合衆国エネルギー省の低線量放射線研究プログラムによる支援等を受けて米国科学アカデミー紀要(PNAS)に発表された論文によれば、疫学的データによる人の癌リスクの増加の十分な証拠が存在するエックス線やガンマ線の被曝線量の最低値は、急性被曝では、10–50 mSv、長期被曝では50–100 mSvである。